# Ecological Modelling
Ecological Modelling — ежемесячный рецензируемый научный журнал, посвящённый использованию моделей экосистем в области экологии. Он был основан в 1975 году Свеном Эриком Йоргенсеном и выпускается издательством Elsevier. Нынешний главный редактор — Брайан Д. Фат (Университет Таусона). По данным Journal Citation Reports, импакт-фактор журнала за 2016 год составил 2,363.